# Чемпионат Европы по лёгкой атлетике в помещении 2019 — бег на 3000 метров (женщины)
Соревнования по бегу на 3000 метров у женщин на чемпионате Европы по лёгкой атлетике в помещении 2019 года прошли 1 марта в Глазго на Арене Содружества.
Действующей зимней чемпионкой Европы в беге на 3000 метров являлась Лора Мьюр из Великобритании.

## Медалисты
| Золото                   | Серебро                           | Бронза                        |
| Лора Мьюр Великобритания | Констанце Клостерхальфен Германия | Мелисса Кортни Великобритания |

## Рекорды
До начала соревнований действующими были следующие рекорды в помещении.
| Мировой рекорд                   | Гензебе Дибаба Эфиопия            | 8.16,60 | Стокгольм, Швеция  | 6 февраля 2014  |
| Рекорд Европы                    | Лора Мьюр Великобритания          | 8.26,41 | Карлсруэ, Германия | 4 февраля 2017  |
| Рекорд чемпионатов Европы        | Лора Мьюр Великобритания          | 8.35,67 | Белград, Сербия    | 5 марта 2017    |
| Лучший результат сезона в мире   | Констанце Клостерхальфен Германия | 8.32,47 | Лейпциг, Германия  | 16 февраля 2019 |
| Лучший результат сезона в Европе | Констанце Клостерхальфен Германия | 8.32,47 | Лейпциг, Германия  | 16 февраля 2019 |

## Расписание
| Дата         | Время | Раунд соревнований |
| ------------ | ----- | ------------------ |
| 1 марта 2019 | 21:40 | Финал              |

Время местное (UTC±00:00)

## Результаты

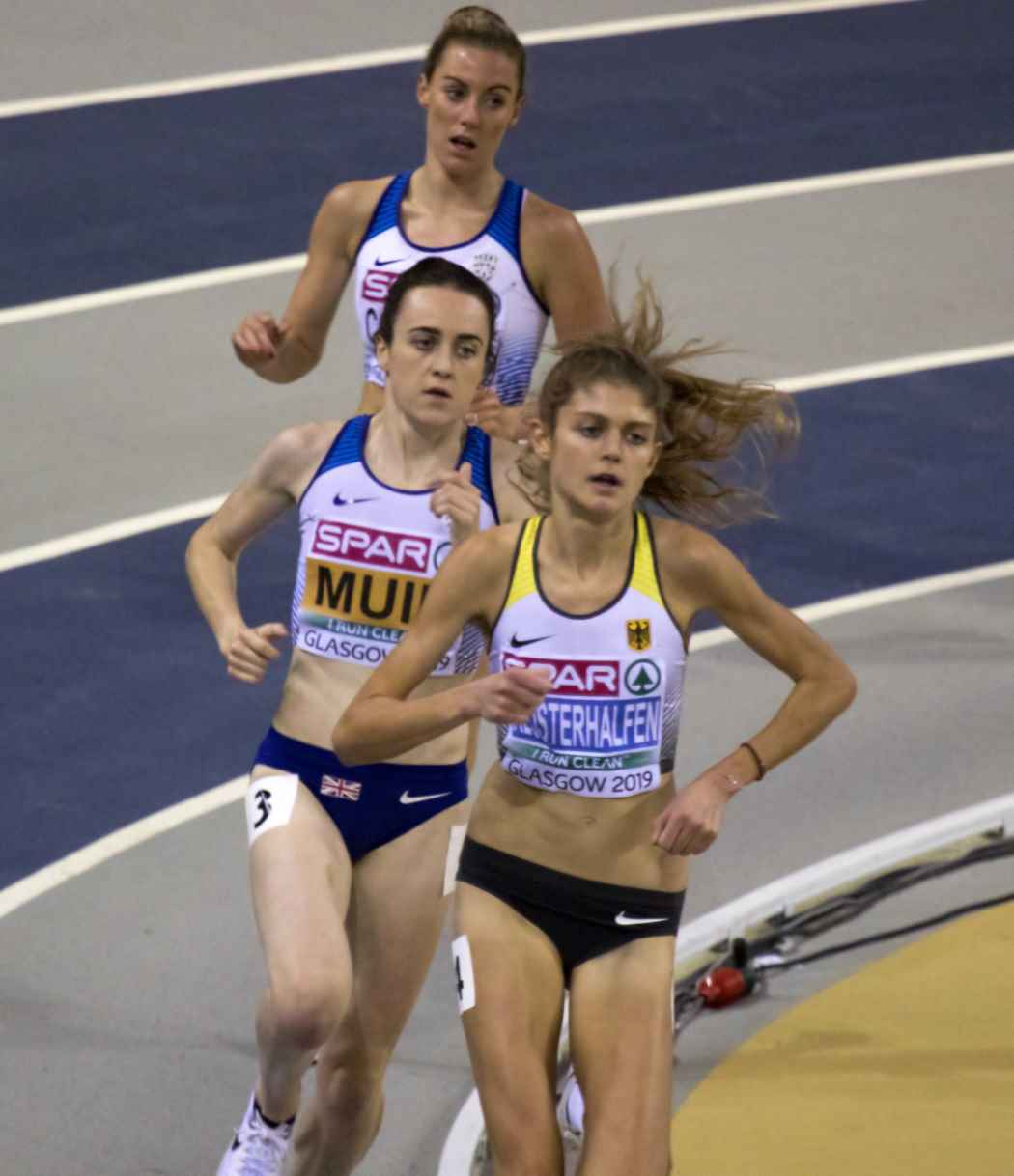
Констанце Клостерхальфен лидирует в финале

Обозначения: WR — Мировой рекорд | ER — Рекорд Европы | CR — Рекорд чемпионатов Европы | NR — Национальный рекорд | NU23R — Национальный рекорд среди молодёжи | WL — Лучший результат сезона в мире | EL — Лучший результат сезона в Европе | PB — Личный рекорд | SB — Лучший результат в сезоне | DNS — Не стартовала | DNF — Не финишировала | DQ — Дисквалифицирована

Финал в беге на 3000 метров у женщин состоялся 1 марта 2019 года. На старт вышли 16 легкоатлеток из 10 стран. Как и ожидалось, забег стал дуэлью двух сильнейших европейских бегуний на средние дистанции, Констанце Клостерхальфен из Германии и действующей чемпионки из Великобритании Лоры Мьюр. Эта пара окончательно оторвалась от остальных участниц за 1600 метров до финиша, когда немецкая спортсменка вышла вперёд и увеличила темп бега. Мьюр держалась вплотную позади, а на последнем круге предприняла спринтерское ускорение, которое не смогла подхватить Клостерхальфен (за 200 метров британка выиграла у соперницы более 3 секунд). Победное время 8.30,61 стало новым рекордом соревнований и лучшим результатом сезона в мире. Лора Мьюр защитила свой титул и завоевала третье золото чемпионатов Европы в помещении. Бронзовую медаль с личным рекордом (8.38,22) выиграла ещё одна британка, Мелисса Кортни.
| Место | Спортсмен                | Гражданство    | Результат | Примечания |
| ----- | ------------------------ | -------------- | --------- | ---------- |
| 1     | Лора Мьюр                | Великобритания | 8:30.61   | CR, WL     |
| 2     | Констанце Клостерхальфен | Германия       | 8:34.06   |            |
| 3     | Мелисса Кортни           | Великобритания | 8:38.22   | PB         |
| 4     | Алина Ре                 | Германия       | 8:39.45   | PB         |
| 5     | Каролина Гровдаль        | Норвегия       | 8:52.12   |            |
| 6     | Маурен Костер            | Нидерланды     | 8:56.22   |            |
| 7     | Эйлиш Макколган          | Великобритания | 8:59.71   |            |
| 8     | Селия Антон              | Испания        | 9:00.57   | PB         |
| 9     | Виктория Дьюркеш         | Венгрия        | 9:03.56   | PB         |
| 10    | Маргерита Маньяни        | Италия         | 9:05.32   |            |
| 11    | Кристина Эспехо          | Испания        | 9:06.26   |            |
| 12    | Нада Пауэр               | Австрия        | 9:06.75   |            |
| 13    | Юлия ван Вельтховен      | Нидерланды     | 9:14.90   |            |
| 14    | Иоланда Нгарамбе         | Швеция         | 9:17.53   |            |
| 15    | Офелия Клод-Боксбергер   | Франция        | 9:19.55   |            |
| 16    | Лиза Хавелль             | Швеция         | 9:22.72   |            |